# Neibamastax
Neibamastax is een geslacht van rechtvleugeligen uit de familie Episactidae. De wetenschappelijke naam van dit geslacht is voor het eerst geldig gepubliceerd in 2006 door Rowell & Perez-Gelabert.

## Soorten
Het geslacht Neibamastax  is monotypisch en omvat slechts de volgende soort:
- Neibamastax divergentis (Perez-Gelabert, Hierro, Dominici & Otte, 1997)